# Aldo Bini

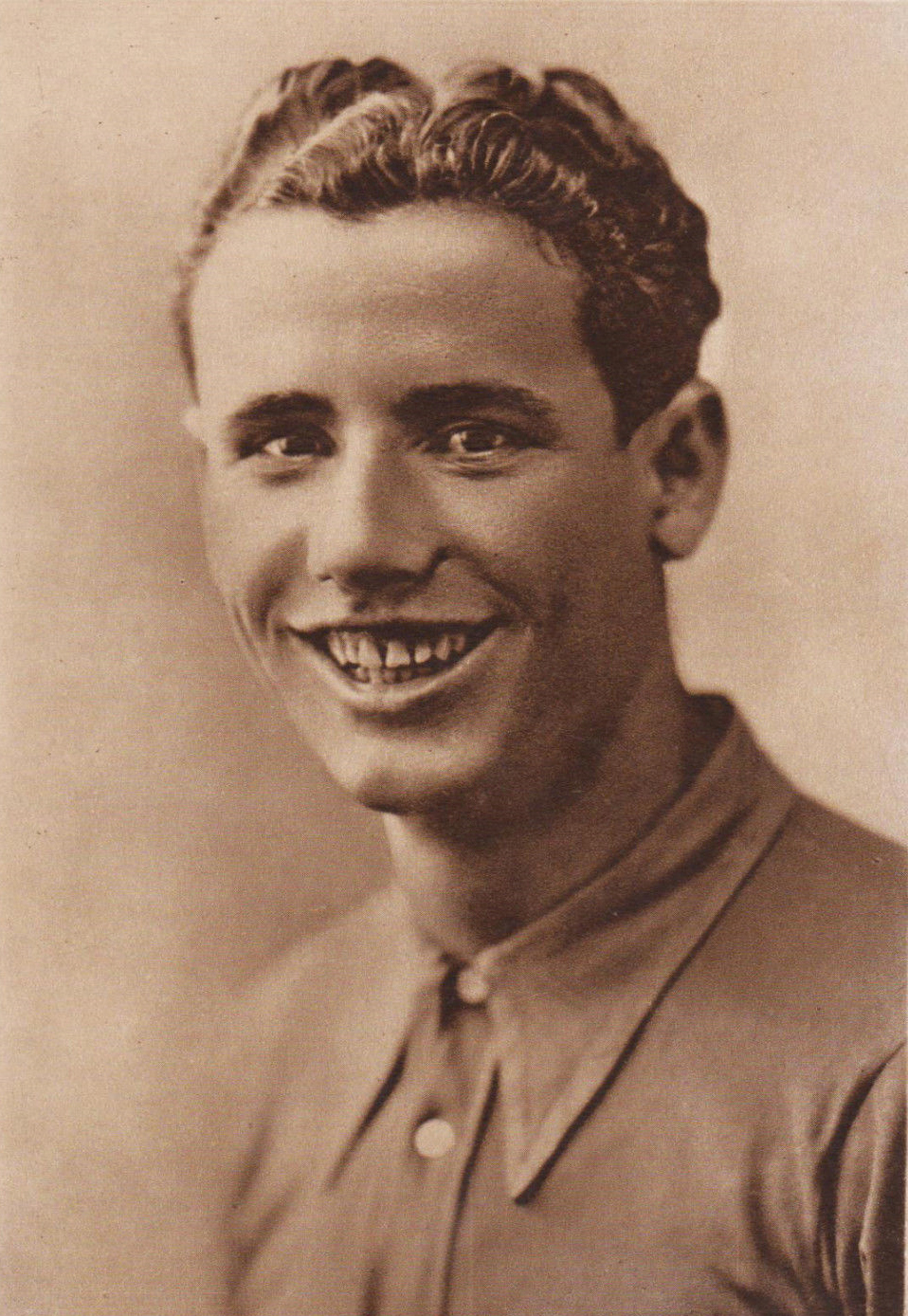
Aldo Bini (1937)

Aldo Bini (* 30. Juli 1915 in Montemurlo; † 16. Juni 1993 in Prato) war ein italienischer Radrennfahrer.

## Karriere im Radsport
Aldo Bini war Profi-Rennfahrer von 1934 bis 1955. 1935 sowie 1941 wurde er Italienischer Vize-Meister auf Straße. 1936 belegte er bei den UCI-Straßen-Weltmeisterschaften in Bern den zweiten Platz hinter Antonin Magne.
Zudem gelangen ihm während seiner über 20-jährigen Karriere zahlreiche Siege bei wichtigen Rennen: 1933 gewann er den Giro dell’Umbria, 1934 die Coppa del Re, 1935 den Giro del Piemonte, 1935 den Giro dell’Emilia, 1937 gemeinsam mit Maurice Archambaud den Giro della Provincia Milano, 1937 (vor Gino Bartali) und 1942 den Giro de Lombardia, 1935 und 1945 wurde er jeweils Zweiter. 1940 gewann Bini die Coppa Bernocchi sowie 1952 das Rennen Mailand–Turin. Mehrfach gelangen ihm auch Etappensiege beim Giro d’Italia.
1948 beendete Aldo Bini den Giro d’Italia als Letzter und damit als Träger des Schwarzen Trikots. Trotz eines gebrochenen Handgelenks war er den Giro zu Ende gefahren, hatte in den Bergen oft absteigen und sein Rad schieben müssen. Am Ende seiner Laufbahn konnte Bini auf insgesamt 48 Siege zurückblicken.

## Motorsport
Aldo Bini war 1955 bei der Mille Miglia als Fahrer am Start. Der eingesetzte Alfa Romeo Giulietta Sprint fiel im Rennen aus.

## Motorsport-Statistik

### Einzelergebnisse in der Sportwagen-Weltmeisterschaft
| Saison | Team | Rennwagen                   | 1   | 2   | 3   | 4   | 5   | 6   |
| ------ | ---- | --------------------------- | --- | --- | --- | --- | --- | --- |
| 1955   |      | Alfa Romeo Giulietta Sprint | BUA | SEB | MIM | LEM | RTT | TAR |
| 1955   |      | Alfa Romeo Giulietta Sprint | DNF |     |     |     |     |     |